# Distretti del Tagikistan
I distretti del Tagikistan sono la suddivisione territoriale di secondo livello del Paese, dopo le regioni. Sono attualmente 47, esclusi i 4 della capitale; ad essi sono equiparate 18 città includendo Dušanbe, città autonoma extraregionale.

## Elenco
Città autonoma di Dušanbe 
| Distretto      | Popolazione | Distretto  | Popolazione |
| -------------- | ----------- | ---------- | ----------- |
| Ibn Sina       | 279 000     | Firdavsi   | 173 000     |
| Ismoili Somoni | 128 000     | Shohmansur | 144 000     |

 Regione Autonoma di Gorno-Badachshan 
| Localizzazione | Distretto  | Capoluogo    | Popolazione (2014) |
| -------------- | ---------- | ------------ | ------------------ |
|                | Darvaz     | Qal'ai Chumb | 21 700             |
|                | Ishkoshim  | Ishkoshim    | 30 500             |
|                | Murǧob     | Murghob      | 14 200             |
|                | Roshtqal'a | Roshtqal'a   | 25 400             |
|                | Rushon     | Rushon       | 24 500             |
|                | Shuǧnon    | Choruǧ       | 35 400             |
|                | Vanj       | Vanj         | 31 700             |

Chatlon
| Localizzazione | Distretto         | Capoluogo        | Popolazione (2014) |
| -------------- | ----------------- | ---------------- | ------------------ |
|                | Baljuvon          | Baljuvon         | 26 600             |
|                | Kushoniyon        | Ismoili Somoni   | 214 800            |
|                | Danǧara           | Danǧara          | 132 600            |
|                | Farchor           | Farchor          | 148 100            |
|                | Hamadoni          | Maskav           | 132 400            |
|                | Jomi              | Abdurahmoni Jomi | 148 700            |
|                | Dusti             | Jilikul          | 97 800             |
|                | Nosiri Chusrav    | Bahori           | 33 200             |
|                | Chovaling         | Chovaling        | 52 100             |
|                | Churoson          | Obikiik          | 100 900            |
|                | Mu'minobod        | Mu'minobod       | 8 300              |
|                | Panj              | Panj             | 10 200             |
|                | Qubodiyon         | Qubodiyon        | 160 800            |
|                | Jajhun            | Dusti            | 119 900            |
|                | Jaloliddin Balchi | Balch            | 171 800            |
|                | Shahrituz         | Shahrituz        | 110 800            |
|                | Shamsiddin Shohin | Shuroobod        | 4 900              |
|                | Temurmalik        | Sovet            | 62 700             |
|                | Vachsh            | Vachsh           | 171 800            |
|                | Vose'             | Hulbuk           | 191 100            |
|                | Yovon             | Yovon            | 197 500            |

 Suƣd 
| Localizzazione | Distretto          | Capoluogo  | Popolazione (2014) |
| -------------- | ------------------ | ---------- | ------------------ |
|                | Ajni               | Ajni       | 75 600             |
|                | Asht               | Shajdon    | 147 500            |
|                | Ǧafurov            | Ƣafurov    | 339 800            |
|                | Devashtich         | Ǧonchi     | 150 500            |
|                | Jabbor Rasulov     | Mehrobod   | 122 200            |
|                | Kuhistoni Mastchoh | Mehron     | 22 300             |
|                | Mastchoh           | Buston     | 110 300            |
|                | Shahriston         | Shahriston | 37 500             |
|                | Spitamen           | Navkat     | 125 600            |
|                | Zafarobod          | Zafarobod  | 65 800             |

 Distretti di Subordinazione Repubblicana 
| Localizzazione | Distretto | Capoluogo | Popolazione (2014) |
| -------------- | --------- | --------- | ------------------ |
|                | Fajzobod  | Fajzobod  | 89 900             |
|                | Lachsh    | Vahdat    | 59 200             |
|                | Nurobod   | Darband   | 7 000              |
|                | Rasht     | Garm      | 111 200            |
|                | Rudaki    | Somoniyon | 43 700             |
|                | Shahrinav | Shahrinav | 105 200            |
|                | Sangvor   | Tavildara | 20 700             |
|                | Tojikobod | Tojikobod | 40 300             |
|                | Varzob    | Varzob    | 70 900             |

## Città
| Città    | Popolazione (2014) | Città      | Popolazione (2014) |
| -------- | ------------------ | ---------- | ------------------ |
| Choruǧ   | 28 800             | Dušanbe    | 775 800            |
| Kūlob    | 99 700             | Boxtar     | 101 600            |
| Norak    | 27 200             | Levakant   | 15 300             |
| Buston   | 31 900             | Xuçand     | 169 700            |
| Isfara   | 45 900             | Konibodom  | 48 900             |
| Guliston | 14 300             | Panjakent  | 40 600             |
| Istiqlol | 15 600             | Istaravšan | 58 600             |
| Hisor    | 26 100             | Vahdat     | 41 600             |
| Roǧun    | 14 800             | Tursunzoda | 50 900             |